# 635338 Pécsieszter
635338 Pécsieszter è un asteroide della fascia principale. Scoperto nel 2002, presenta un'orbita caratterizzata da un semiasse maggiore pari a 2,919432 UA e da un'eccentricità di 0,074176, inclinata di 1,428231° rispetto all'eclittica.